# Sommer-Paralympics 2016/Teilnehmer (Australien)
| stlisierte Goldmedaille | stlisierte Silbermedaille | stlisierte Bronzemedaille |
| ----------------------- | ------------------------- | ------------------------- |
| 22                      | 30                        | 29                        |

Australien entsandte 69 Athletinnen und 101 Athleten zu den Paralympischen Sommerspielen 2016 in Rio de Janeiro, die in 16 Sportarten antraten. Fahnenträger für Australien bei der Eröffnungsfeier war der Rollstuhlbasketballer Brad Ness.

## Medaillen

### Medaillenspiegel
| Rang   | Sportart          | Gold | Silber | Bronze | Gesamt |
| ------ | ----------------- | ---- | ------ | ------ | ------ |
| 1      | Schwimmen         | 9    | 10     | 10     | 29     |
| 2      | Leichtathletik    | 3    | 9      | 14     | 26     |
| 3      | Radsport (Straße) | 2    | 3      | 2      | 7      |
| 4      | Segeln            | 2    | 1      | 0      | 3      |
| 5      | Rollstuhltennis   | 2    | 0      | 0      | 2      |
| 6      | Radsport (Bahn)   | 1    | 4      | 1      | 6      |
| 7      | Parakanu          | 1    | 1      | 1      | 3      |
| 8      | Rollstuhlrugby    | 1    | 0      | 0      | 1      |
| 8      | Triathlon         | 1    | 0      | 0      | 1      |
| 10     | Rudern            | 0    | 1      | 0      | 1      |
| 10     | Tischtennis       | 0    | 1      | 0      | 1      |
| 12     | Bogenschießen     | 0    | 0      | 1      | 1      |
| Gesamt | Gesamt            | 22   | 30     | 29     | 81     |

## Teilnehmer nach Sportart

### Boccia
| Mixed         |            |                  |     |   |   |               |               |               |               |               |               |   |
| Daniel Michel | Einzel BC3 | J. McCowan       | 3:2 | 1 | 2 | ausgeschieden | ausgeschieden | ausgeschieden | ausgeschieden | ausgeschieden | ausgeschieden | 9 |
| Daniel Michel | Einzel BC3 | G. Polychronidis | 2:7 | 1 | 2 | ausgeschieden | ausgeschieden | ausgeschieden | ausgeschieden | ausgeschieden | ausgeschieden | 9 |

### Bogenschießen
| Athleten       | Wettbewerb    | Qualifikation | Qualifikation | 1. Runde       | 1. Runde | Achtelfinale | Achtelfinale | Viertelfinale | Viertelfinale | Halbfinale | Halbfinale | Runde um Pl. 3 | Runde um Pl. 3 | Rang |
| Athleten       | Wettbewerb    | Ringe         | Rang          | Gegner         | Ergebnis | Gegner       | Ergebnis     | Gegner        | Ergebnis      | Gegner     | Ergebnis   | Gegner         | Ergebnis       | Rang |
| -------------- | ------------- | ------------- | ------------- | -------------- | -------- | ------------ | ------------ | ------------- | ------------- | ---------- | ---------- | -------------- | -------------- | ---- |
| Männer         |               |               |               |                |          |              |              |               |               |            |            |                |                |      |
| Jonathan Milne | Compound Open | 672           | 9             | M. Johannessen | 143:136  | J. Stubbs    | 137:129      | B. Korkmaz    | 139:138       | A. Shelby  | 138:139    | Ai X.          | 145:142        |      |

### Goalball
| Wettbewerb    | Frauen                                                                          |
| ------------- | ------------------------------------------------------------------------------- |
| Athleten      | Yarden Adika Lihi Ben David Gal Hamrni Elham Mahamid Roni Ohayon Sivan Abravaya |
| Gruppenphase  | Volksrepublik China (2:5) Ukraine (2:2) Türkei (2:12) Kanada (0:6)              |
| Viertelfinale | ausgeschieden                                                                   |
| Rang          | 9                                                                               |

### Leichtathletik
Laufen
| Athleten                                                      | Wettbewerb       | Vorlauf      | Vorlauf | Halbfinale | Halbfinale | Finale        | Finale        | Rang |
| Athleten                                                      | Wettbewerb       | Zeit         | Rang    | Zeit       | Rang       | Zeit          | Rang          | Rang |
| ------------------------------------------------------------- | ---------------- | ------------ | ------- | ---------- | ---------- | ------------- | ------------- | ---- |
| Männer                                                        |                  |              |         |            |            |               |               |      |
| Chad Perris                                                   | 100 m T13        | 10,91 s      | 1       | —          | —          | 10,86 s       | 3             |      |
| Rheed McCracken                                               | 100 m T34        | 15,50 s      | 1       | —          | —          | 15,34 s       | 2             |      |
| Evan O’Hanlon                                                 | 100 m T38        | 11,25 s      | 1       | —          | —          | 10:98 s       | 2             |      |
| Scott Reardon                                                 | 100 m T42        | 12,26 s      | 1       | —          | —          | 12,26 s       | 1             |      |
| Gabriel Cole                                                  | 100 m T47        | 11,14 s      | 4       | —          | —          | 11,17 s       | 7             | 7    |
| Sam McIntosh                                                  | 100 m T52        | 17,92 s      | 3       | —          | —          | 18,13 s       | 4             | 4    |
| Samuel Carter                                                 | 100 m T54        | 14,59 s      | 4       | —          | —          | 14,46 s       | 6             | 6    |
| Evan O’Hanlon                                                 | 400 m T38        | DNS          | DNS     | —          | —          | ausgeschieden | ausgeschieden | DNS  |
| Sam McIntosh                                                  | 400 m T52        | DNS          | DNS     | —          | —          | ausgeschieden | ausgeschieden | DNS  |
| Richard Colman                                                | 400 m T53        | 52,59 s      | 5       | —          | —          | ausgeschieden | ausgeschieden | 12   |
| Jake Lappin                                                   | 400 m T54        | 48,88 s      | 3       | —          | —          | ausgeschieden | ausgeschieden | 11   |
| Samuel Carter                                                 | 400 m T54        | 49,24 s      | 5       | —          | —          | ausgeschieden | ausgeschieden | 15   |
| Rheed McCracken                                               | 800 m T34        | 1:46,31 min  | 2       | —          | —          | 1:41,25 min   | 3             |      |
| James Turner                                                  | 800 m T36        | —            | —       | —          | —          | 2:02,39 min   | 1             |      |
| Richard Colman                                                | 800 m T53        | 1:43,79 min  | 6       | —          | —          | ausgeschieden | ausgeschieden | 9    |
| Jake Lappin                                                   | 800 m T54        | DNS          | DNS     | —          | —          | ausgeschieden | ausgeschieden | DNS  |
| Jaryd Clifford                                                | 1500 m T13       | —            | —       | —          | —          | 3:56,67 min   | 7             | 7    |
| Brad Scott                                                    | 1500 m T37       | —            | —       | —          | —          | 4:25,98 min   | 6             | 6    |
| Deon Kenzie                                                   | 1500 m T38       | —            | —       | —          | —          | 4:14,95 min   | 2             |      |
| Michael Roeger                                                | 1500 m T46       | —            | —       | —          | —          | 4:01,34 min   | 3             |      |
| Jake Lappin                                                   | 1500 m T54       | 3:06,73 min  | 4       | —          | —          | ausgeschieden | ausgeschieden | 14   |
| Kurt Fearnley                                                 | 1500 m T54       | 3:05,47 min  | 4       | —          | —          | 3:01,35 min   | 5             | 5    |
| Jaryd Clifford                                                | 5000 m T13       | —            | —       | —          | —          | 15:06,64 min  | 7             | 7    |
| Kurt Fearnley                                                 | 5000 m T54       | 10:36,53 min | 1       | —          | —          | 11:02,37 min  | 3             |      |
| Kurt Fearnley                                                 | Marathon T54     | —            | —       | —          | —          | 1:26:17 h     | 2             |      |
| Frauen                                                        |                  |              |         |            |            |               |               |      |
| Rosemary Little                                               | 100 m T34        | —            | —       | —          | —          | 19,05 s       | 5             | 5    |
| Isis Holt                                                     | 100 m T35        | —            | —       | —          | —          | 13,75 s       | 2             |      |
| Brianna Coop                                                  | 100 m T35        | —            | —       | —          | —          | 15,56 s       | 4             | 4    |
| Ella Azura Pardy                                              | 100 m T38        | 13,30 s      | 3       | —          | —          | 13,22 s       | 6             | 6    |
| Angela Ballard                                                | 100 m T53        | 16,80 s      | 2       | —          | —          | 16,59 s       | 3             |      |
| Jemima Moore                                                  | 100 m T54        | 18,39 s      | 6       | —          | —          | ausgeschieden | ausgeschieden | 11   |
| Isis Holt                                                     | 200 m T35        | —            | —       | —          | —          | 28,79 s       | 2             |      |
| Brianna Coop                                                  | 200 m T35        | —            | —       | —          | —          | 33,08 s       | 5             | 5    |
| Tamsin Colley                                                 | 200 m T36        | 37,80 s      | 6       | —          | —          | ausgeschieden | ausgeschieden | 11   |
| Rosemary Little                                               | 400 m T34        | —            | —       | —          | —          | 1:01,91 min   | 4             | 4    |
| Torita Isaac                                                  | 400 m T38        | —            | —       | —          | —          | 1:04,47 min   | 4             | 4    |
| Angela Ballard                                                | 400 m T53        | 55,26 s      | 1       | —          | —          | 55,28 s       | 3             |      |
| Jemima Moore                                                  | 400 m T54        | 1:00,24 min  | 6       | —          | —          | ausgeschieden | ausgeschieden | 11   |
| Rosemary Little                                               | 800 m T34        | —            | —       | —          | —          | 2:04,10 min   | 4             | 4    |
| Angela Ballard                                                | 800 m T53        | 1:48,74 min  | 2       | —          | —          | 1:47,97 min   | 4             | 4    |
| Madison de Rozario                                            | 800 m T53        | 1:54,14 min  | 3       | —          | —          | 1:47,64 min   | 2             |      |
| Jemima Moore                                                  | 800 m T54        | 1:54,37 min  | 5       | —          | —          | ausgeschieden | ausgeschieden | 10   |
| Angela Ballard                                                | 1500 m T54       | 3:33,05 min  | 7       | —          | —          | ausgeschieden | ausgeschieden | 15   |
| Madison de Rozario                                            | 1500 m T54       | 3:31,54 min  | 2       | —          | —          | 3:24,33 min   | 5             | 5    |
| Christie Dawes                                                | 1500 m T54       | 3:28,57 min  | 4       | —          | —          | 3:26,00 min   | 8             | 8    |
| Madison de Rozario                                            | 5000 m T54       | 11:49,71 min | 4       | —          | —          | 11:54,46 min  | 4             | 4    |
| Christie Dawes                                                | 5000 m T54       | 12:15,95 min | 4       | —          | —          | ausgeschieden | ausgeschieden | 11   |
| Christie Dawes                                                | Marathon T54     | —            | —       | —          | —          | 1:42:59 h     | 9             | 9    |
| Jodi Elkington-Jones Ella Azura Pardy Erin Cleaver Isis Holt  | 4 × 100 m T35-38 | —            | —       | —          | —          | 55,09 s       | 3             |      |
| Angela Ballard Christie Dawes Madison de Rozario Jemima Moore | 4 × 400 m T52-54 | —            | —       | —          | —          | 3:46,63 min   | 2             |      |

Springen und Werfen
| Athleten             | Wettbewerb      | Finale  | Finale | Rang |
| Athleten             | Wettbewerb      | Weite   | Rang   | Rang |
| -------------------- | --------------- | ------- | ------ | ---- |
| Männer               |                 |         |        |      |
| Nicholas Hum         | Weitsprung T20  | 6,89 m  | 5      | 5    |
| Brayden Davidson     | Weitsprung T36  | 5,62 m  | 1      |      |
| Aaron Chatman        | Hochsprung T47  | 1,99 m  | 3      |      |
| Guy Henly            | Diskuswurf F37  | 51,97 m | 4      | 4    |
| Russell Short        | Kugelstoßen F12 | 15,01 m | 7      | 7    |
| Todd Hodgetts        | Kugelstoßen F20 | 15,82 m | 3      |      |
| Jessee Wyatt         | Kugelstoßen F33 | 8,71 m  | 4      | 4    |
| Jayden Sawyer        | Speerwurf F38   | 45,63 m | 5      | 5    |
| Frauen               |                 |         |        |      |
| Jodi Elkington-Jones | Weitsprung T37  | 4,30 m  | 3      |      |
| Taylor Doyle         | Weitsprung T38  | 4,62 m  | 2      |      |
| Erin Cleaver         | Weitsprung T38  | 4,51 m  | 5      | 5    |
| Sarah Walsh          | Weitsprung T44  | 4,82 m  | 6      | 6    |
| Carlee Beattie       | Weitsprung T47  | 5,57 m  | 3      |      |
| Rae Anderson         | Diskuswurf F38  | 27,14 m | 8      | 8    |
| Claire Keefer        | Diskuswurf F41  | 23,27 m | 7      | 7    |
| Nicole Harris        | Kugelstoßen F20 | 11,53 m | 7      | 7    |
| Louise Ellery        | Kugelstoßen F32 | 4,19 m  | 3      |      |
| Brydee Moore         | Kugelstoßen F33 | 5,08 m  | 4      | 4    |
| Katherine Proudfoot  | Kugelstoßen F36 | 9,70 m  | 3      |      |
| Claire Keefer        | Kugelstoßen F41 | 8,16 m  | 3      |      |
| Rae Anderson         | Speerwurf F37   | 28,46 m | 5      | 5    |
| Madeleine Hogan      | Speerwurf F46   | 39,75 m | 5      | 5    |

### Kanu
| Athleten          | Wettbewerb | Vorlauf      | Vorlauf | Halbfinale   | Halbfinale | Finale        | Finale        | Rang   |
| Athleten          | Wettbewerb | Zeit         | Rang    | Zeit         | Rang       | Zeit          | Rang          | Rang   |
| ----------------- | ---------- | ------------ | ------- | ------------ | ---------- | ------------- | ------------- | ------ |
| Männer            |            |              |         |              |            |               |               |        |
| Colin Sieders     | KL1 200 m  | 59,732 s     | 4       | 57,176 s     | 4          | 55,437 s      | 8             | 8      |
| Curtis McGrath    | KL2 200 m  | 44,104 s     | 1       | —            | —          | 42,190 s      | 1             | Gold   |
| Dylan Littlehales | KL3 200 m  | 46,305 s     | 4       | 45,258 s     | 6          | ausgeschieden | ausgeschieden | 10     |
| Frauen            |            |              |         |              |            |               |               |        |
| Jocelyn Neumuller | KL1 200 m  | 1:03,658 min | 3       | 1:03,666 min | 2          | 1:03,361 min  | 5             | 5      |
| Susan Seipel      | KL2 200 m  | 58,314 s     | 2       | —            | —          | 56,796        | 3             | Bronze |
| Amanda Reynolds   | KL3 200 m  | 53,412 s     | 1       | —            | —          | 51,378 s      | 2             | Silber |

### Radsport

#### Straße
| Athleten                               | Wettbewerb            | Zeit         | Rang   |
| -------------------------------------- | --------------------- | ------------ | ------ |
| Männer                                 |                       |              |        |
| David Nicholas                         | Einzelzeitfahren C3   | 40:15,96 min | 4      |
| David Nicholas                         | Straßenrennen C1–2–3  | 1:51:48 h    | 6      |
| Kyle Bridgwood                         | Einzelzeitfahren C4   | 38:23,21 min | Bronze |
| Kyle Bridgwood                         | Straßenrennen C4-5    | 2:15:41 h    | 6      |
| Alistair Donohoe                       | Einzelzeitfahren C5   | 37:33,36 min | Silber |
| Alistair Donohoe                       | Straßenrennen C4-5    | 2:14:03 h    | 5      |
| Kieran Modra Pilot: David Edwards      | Einzelzeitfahren B    | 35:09,06 min | Bronze |
| Kieran Modra Pilot: David Edwards      | Straßenrennen B       | 2:27:15 h    | 5      |
| Matthew Formston Pilot: Nick Yallouris | Einzelzeitfahren B    | 36:55,25 min | 13     |
| Matthew Formston Pilot: Nick Yallouris | Straßenrennen B       | 2:41:48 h    | 13     |
| Stuart Tripp                           | Einzelzeitfahren H5   | 28:39,55 min | Silber |
| Stuart Tripp                           | Straßenrennen H5      | 1:37:51 h    | 7      |
| Frauen                                 |                       |              |        |
| Simone Kennedy                         | Einzelzeitfahren C1-3 | 34:31,32 min | 10     |
| Simone Kennedy                         | Straßenrennen C1-3    | 1:30:49 h    | 8      |
| Amanda Reid                            | Einzelzeitfahren C1-3 | 35:55,81 min | 11     |
| Amanda Reid                            | Straßenrennen C1-3    | 1:39:12 h    | 11     |
| Susan Powell                           | Einzelzeitfahren C4   | 30:19,29 min | Bronze |
| Susan Powell                           | Straßenrennen C4-5    | 2:25:50 h    | 9      |
| Alexandra Lisney                       | Einzelzeitfahren C4   | 30:28,39 min | 4      |
| Alexandra Lisney                       | Straßenrennen C4-5    | 2:22:56 h    | 7      |
| Carol Cooke                            | Einzelzeitfahren T1-2 | 26:11,40 min | Gold   |
| Carol Cooke                            | Straßenrennen T1-2    | 1:07,51 h    | Gold   |

#### Bahn
| Athleten                                     | Wettbewerb                  | Qualifikation | Qualifikation | Finals        | Finals        | Rang   |
| Athleten                                     | Wettbewerb                  | Zeit          | Rang          | Gegner        | Zeit          | Rang   |
| -------------------------------------------- | --------------------------- | ------------- | ------------- | ------------- | ------------- | ------ |
| Männer                                       |                             |               |               |               |               |        |
| Matthew Formston Pilot: Nick Yallouris       | 4000 m Einerverfolgung B    | 4:14,258 min  | 5             | ausgeschieden | ausgeschieden | 5      |
| Matthew Formston Pilot: Nick Yallouris       | 1000 m Einzelzeitfahren B   | —             | —             | —             | 1:02,546 min  | 6      |
| Kieran Modra Pilot: David Edwards            | 4000 m Einerverfolgung B    | 4:14,339 min  | 6             | ausgeschieden | ausgeschieden | 6      |
| David Nicholas                               | 3000 m Einerverfolgung C3   | 3:32,336 min  | 1             | J. Berenyi    | 3:33,028 min  | Gold   |
| Kyle Bridgwood                               | 4000 m Einerverfolgung C4   | 4:38,639 min  | 2             | Jozef Metelka | OVL           | Silber |
| Alistair Donohoe                             | 4000 m Einerverfolgung C5   | 4:43,050 min  | 2             | Y. Dementyev  | 4:44,520 min  | Silber |
| Frauen                                       |                             |               |               |               |               |        |
| Jessica Gallagher                            | 3000 m Einerverfolgung B    | 3:45,744 min  | 9             | ausgeschieden | ausgeschieden | 9      |
| Jessica Gallagher                            | 1000 m Einzelzeitfahren B   | —             | —             | —             | 1:08,171 min  | Bronze |
| Simone Kennedy                               | 3000 m Einerverfolgung C1-3 | 4:33,815 min  | 8             | ausgeschieden | ausgeschieden | 8      |
| Simone Kennedy                               | 500 m Einzelzeitfahren C1-3 | —             | —             | —             | 44,961 s      | 6      |
| Amanda Reid                                  | 500 m Einzelzeitfahren C1-3 | —             | —             | —             | 37,581 s      | Silber |
| Susan Powell                                 | 3000 m Einerverfolgung C4   | 4:01,964 min  | 2             | S. Morelli    | 4:04,794 min  | Silber |
| Susan Powell                                 | 500 m Einzelzeitfahren C4-5 | —             | —             | —             | 38,979 s      | 8      |
| Alexandra Lisney                             | 3000 m Einerverfolgung C4   | 4:11,087 min  | 6             | ausgeschieden | ausgeschieden | 6      |
| Alexandra Lisney                             | 500 m Einzelzeitfahren C4-5 | —             | —             | —             | 40,823 s      | 12     |
| Mixed                                        |                             |               |               |               |               |        |
| David Nicholas Susan Powell Alistair Donohoe | 750 m Teamsprint C1-5       | —             | —             | —             | 55,308 s      | 6      |

### Reiten
| Athleten                                                                                                  | Wettbewerb(e)             | Punkte/Prozent | Rang |
| --- | ------------------------- | -------------- | ---- |
| Emma Booth mit Zidane                                                                                     | Individual Test-Grade II  | 69,914 %       | 5    |
| Sharon Jarvis mit Ceasy                                                                                   | Individual Test-Grade III | 68,537 %       | 9    |
| Katie-Maree Umback mit Marquis                                                                            | Individual Test-Grade III | 67,902 %       | 12   |
| Lisa Martin mit First Famous                                                                              | Individual Test-Grade IV  | 71,476 %       | 4    |
| Lisa Martin mit First Famous                                                                              | Kür Grade IV              | 72,250 %       | 4    |
| Sharon Jarvis mit Ceasy Emma Booth mit Zidane Lisa Martin mit First Famous Katie-Maree Umback mit Marquis | Mannschaft                | 415,367 %      | 9    |

### Rudern
| Athleten                                                                             | Wettbewerb           | Vorlauf    | Vorlauf | Hoffnungslauf | Hoffnungslauf | Finale     | Finale | Rang   |
| Athleten                                                                             | Wettbewerb           | Zeit (min) | Rang    | Zeit (min)    | Rang          | Zeit (min) | Rang   | Rang   |
| ------------------------------------------------------------------------------------ | -------------------- | ---------- | ------- | ------------- | ------------- | ---------- | ------ | ------ |
| Männer                                                                               |                      |            |         |               |               |            |        |        |
| Erik Horrie                                                                          | Einer ASM1x          | 4:45,87    | 1       | —             | —             | 4:42,94    | 2      | Silber |
| Mixed                                                                                |                      |            |         |               |               |            |        |        |
| Gavin Bellis Kathryn Ross                                                            | Doppelzweier Tamix2x | 4:03,25    | 4       | 4:08,57       | 3             | 4:05,61    | 2 (B)  | 8      |
| Brock Ingram Davinia Lefroy Jeremy McGrath Kathleen Murdoch Josephine Burnand (Stf.) | Vierer Ltamix4       | 3:32,88    | 4       | 3:27,39       | 3             | 3:30,59    | 1 (B)  | 7      |

### Rollstuhlbasketball
| Wettbewerb       | Männer |
| ---------------- | --- |
| Athleten         | Jannik Blair Tristan Knowles Bill Latham Brad Ness Shaun Norris Tige Simmons Brett Stibners Joshua Allison Adam Deans Matthew McShane Tom O'Neill-Thorne Shawn Russell |
| Gruppenphase     | Niederlande (70:50) Türkei (62:60) Kanada (78:53) Spanien (64:75) Japan (68:55)                                                                                        |
| Viertelfinale    | Vereinigtes Königreich (51:74) |
| Spiel um Platz 5 | Brasilien (69:70) |
| Rang             | 6 |

### Rollstuhlrugby
| Wettbewerb   | Mixed |
| ------------ | --- |
| Athleten     | Ryley Batt Chris Bond Cameron Carr Nazim Erdem Andrew Harrison Josh Hose Jason Lees Ryan Scott Andrew Edmondson Ben Fawcett Matt Lewis Jayden Warn |
| Gruppenphase | Vereinigtes Königreich (53:51) Brasilien (72:45) Kanada (63:62)                                                                                    |
| Halbfinale   | Japan (63:57) |
| Finale       | Vereinigte Staaten (59:58) |
| Rang         | Gold |

### Rollstuhltennis
| Athleten                    | Wettbewerb | 1. Runde | 1. Runde | 2. Runde                     | 2. Runde      | Achtelfinale  | Achtelfinale  | Viertelfinale          | Viertelfinale | Halbfinale                                 | Halbfinale    | Finale / Platz 3                  | Finale / Platz 3 | Rang |
| Athleten                    | Wettbewerb | Gegner   | Ergebnis | Gegner                       | Ergebnis      | Gegner        | Ergebnis      | Gegner                 | Ergebnis      | Gegner                                     | Ergebnis      | Gegner                            | Ergebnis         | Rang |
| --------------------------- | ---------- | -------- | -------- | ---------------------------- | ------------- | ------------- | ------------- | ---------------------- | ------------- | ------------------------------------------ | ------------- | --------------------------------- | ---------------- | ---- |
| Männer                      |            |          |          |                              |               |               |               |                        |               |                                            |               |                                   |                  |      |
| Adam Kellerman              | Einzel     | —        | —        | S. Saida                     | 7:5, 6:1      | G. Fernández  | 1:6, 2:6      | ausgeschieden          | ausgeschieden | ausgeschieden                              | ausgeschieden | ausgeschieden                     | ausgeschieden    | 9    |
| Ben Weekes                  | Einzel     | F. Tur   | 7:5, 6:3 | S. Olsson                    | 0:6, 3:6      | ausgeschieden | ausgeschieden | ausgeschieden          | ausgeschieden | ausgeschieden                              | ausgeschieden | ausgeschieden                     | ausgeschieden    | 17   |
| Adam Kellerman Ben Weekes   | Doppel     | —        | —        | Polen Fabisiak, Kruszelnicki | 5:7, 6:3, 3:6 | ausgeschieden | ausgeschieden | ausgeschieden          | ausgeschieden | ausgeschieden                              | ausgeschieden | ausgeschieden                     | ausgeschieden    | 17   |
| Frauen                      |            |          |          |                              |               |               |               |                        |               |                                            |               |                                   |                  |      |
| Sarah Calati                | Einzel     | —        | —        | Zhu Z.                       | 0:6, 1:6      | ausgeschieden | ausgeschieden | ausgeschieden          | ausgeschieden | ausgeschieden                              | ausgeschieden | ausgeschieden                     | ausgeschieden    | 17   |
| Quadriplegiker              |            |          |          |                              |               |               |               |                        |               |                                            |               |                                   |                  |      |
| Dylan Alcott                | Einzel     | —        | —        | —                            | —             | S. Weinberg   | 6:0, 6:0      | N. Taylor              | 6:2, 6:0      | L. Sithole                                 | 6:0, 6:3      | A. Lapthorne                      | 6:3, 6:4         |      |
| Heath Davidson              | Einzel     | —        | —        | —                            | —             | B. Barten     | 2:6, 7:5, 6:1 | A. Lapthorne           | 1:6, 2:6      | ausgeschieden                              | ausgeschieden | ausgeschieden                     | ausgeschieden    | 5    |
| Dylan Alcott Heath Davidson | Doppel     | —        | —        | —                            | —             | —             | —             | Japan Kawano, Moroishi | 6:1, 6:4      | Vereinigtes Königreich Burdekin, Lapthorne | 6:1, 6:2      | Vereinigte Staaten Taylor, Wagner | 4:6, 6:4, 7:5    |      |

### Segeln
| Mixed                                         |                        |      |   |        |
| Matthew Bugg                                  | Einer Kielboot 2.4mR   | 36,0 | 2 | Silber |
| Daniel Fitzgibbon Liesl Tesch                 | Zweier Kielboot Skud18 | 12,0 | 1 | Gold   |
| Russell Boaden Jonathan Harris Colin Harrison | Dreier Kielboot Sonar  | 26,0 | 1 | Gold   |

### Schießen
| Athleten          | Wettbewerb                  | Qualifikation   | Qualifikation | Finale                         | Finale        | Rang |
| Athleten          | Wettbewerb                  | Ringe/ Scheiben | Rang          | Ringe/ Scheiben                | Rang          | Rang |
| ----------------- | --------------------------- | --------------- | ------------- | ------------------------------ | ------------- | ---- |
| Männer            |                             |                 |               |                                |               |      |
| Christopher Pitt  | 10 m Luftpistole SH1        | 557             | 14            | ausgeschieden                  | ausgeschieden | 14   |
| Frauen            |                             |                 |               |                                |               |      |
| Natalie Smith     | 10 m Luftgewehr stehend SH1 | 406,1           | 7             | 142,5                          | 5             | 5    |
| Elizabeth Kosmala | 10 m Luftgewehr stehend SH1 | 396,0           | 18            | ausgeschieden                  | ausgeschieden | 18   |
| Natalie Smith     | 50 m Dreistellungskampf SH1 | 558             | 8             | 389,5                          | 8             | 8    |
| Mixed             |                             |                 |               |                                |               |      |
| Christopher Pitt  | 25 m Sportpistole SH1       | 566             | 7             | 8,0                            | 4             | 4    |
| Christopher Pitt  | 25 m Sportpistole SH1       | 566             | 7             | Sp. um Pl. 3 gegen Lee J.: 3:7 |               | 4    |
| Natalie Smith     | 10 m Luftgewehr liegend SH1 | 626,4           | 31            | ausgeschieden                  | ausgeschieden | 31   |
| Elizabeth Kosmala | 10 m Luftgewehr liegend SH1 | 622,0           | 37            | ausgeschieden                  | ausgeschieden | 37   |
| Anton Zappelli    | 10 m Luftgewehr liegend SH1 | 629,9           | 18            | ausgeschieden                  | ausgeschieden | 18   |
| Bradley Mark      | 10 m Luftgewehr liegend SH2 | 627,3           | 29            | ausgeschieden                  | ausgeschieden | 29   |
| Luke Cain         | 10 m Luftgewehr liegend SH2 | 623,0           | 33            | ausgeschieden                  | ausgeschieden | 33   |
| Bradley Mark      | 10 m Luftgewehr stehend SH2 | 627,2           | 12            | ausgeschieden                  | ausgeschieden | 12   |
| Luke Cain         | 10 m Luftgewehr stehend SH2 | 619,9           | 26            | ausgeschieden                  | ausgeschieden | 26   |
| Natalie Smith     | 50 m Gewehr liegend SH1     | 608,8           | 24            | ausgeschieden                  | ausgeschieden | 24   |
| Anton Zappelli    | 50 m Gewehr liegend SH1     | 598,3           | 36            | ausgeschieden                  | ausgeschieden | 36   |

### Schwimmen
| Athleten                                                                              | Wettbewerb               | Vorlauf                         | Vorlauf | Finale        | Finale        | Rang   |
| Athleten                                                                              | Wettbewerb               | Zeit                            | Rang    | Zeit          | Rang          | Rang   |
| ------------------------------------------------------------------------------------- | ------------------------ | ------------------------------- | ------- | ------------- | ------------- | ------ |
| Männer                                                                                |                          |                                 |         |               |               |        |
| Ahmed Kelly                                                                           | 50 m Rücken S4           | 59,55 s                         | 11      | ausgeschieden | ausgeschieden | 11     |
| Ahmed Kelly                                                                           | 50 m Brust SB3           | 51,91 s                         | 6       | 51,90 s       | 7             | 7      |
| Ahmed Kelly                                                                           | 150 m Lagen SM4          | 3:07,81 min                     | 9       | ausgeschieden | ausgeschieden | 9      |
| Matthew Haanappel                                                                     | 100 m Rücken S6          | 1:23,76 min                     | 9       | ausgeschieden | ausgeschieden | 9      |
| Matthew Haanappel                                                                     | 50 m Freistil S6         | 31,47 s                         | 6       | 30,77 s       | 5             | 5      |
| Matthew Haanappel                                                                     | 100 m Freistil S6        | 1:09,96 min                     | 8       | 1:09,24 min   | 6             | 6      |
| Matthew Haanappel                                                                     | 400 m Freistil S6        | 5:36,09 min                     | 7       | 5:28,95 min   | 6             | 6      |
| Jesse Aungles                                                                         | 100 m Rücken S8          | 1:10,39 min                     | 7       | 1:09,47 min   | 7             | 7      |
| Jesse Aungles                                                                         | 100 m Schmetterling S8   | 1:05,37 min                     | 7       | 1:06,60 min   | 7             | 7      |
| Jesse Aungles                                                                         | 400 m Freistil S8        | 4:43,87 min                     | 8       | 4:48,23 min   | 8             | 8      |
| Jesse Aungles                                                                         | 200 m Lagen SM8          | 2:31,62 min                     | 5       | 2:28,96 min   | 6             | 6      |
| Brenden Hall                                                                          | 100 m Rücken S9          | 1:05,56 min                     | 5       | 1:04,67 min   | 3             | Bronze |
| Brenden Hall                                                                          | 100 m Schmetterling S9   | 1:02,11 min                     | 6       | 1:01,85 min   | 4             | 4      |
| Brenden Hall                                                                          | 50 m Freistil S9         | 27,05 s                         | 12      | ausgeschieden | ausgeschieden | 12     |
| Brenden Hall                                                                          | 100 m Freistil S9        | 57,14 s                         | 2       | 56,95 s       | 2             | Silber |
| Brenden Hall                                                                          | 400 m Freistil S9        | 4:20,46 min                     | 1       | 4:12,73 min   | 1             | Gold   |
| Brenden Hall                                                                          | 200 m Lagen SM9          | 2:21,74 min                     | 5       | DSQ           | DSQ           | 8      |
| Timothy Hodge                                                                         | 100 m Rücken S9          | 1:05,99 min                     | 6       | 1:05,18 min   | 6             | 6      |
| Timothy Hodge                                                                         | 100 m Schmetterling S9   | 1:05,21 min                     | 10      | ausgeschieden | ausgeschieden | 10     |
| Timothy Hodge                                                                         | 50 m Freistil S9         | 27,55 s                         | 14      | ausgeschieden | ausgeschieden | 14     |
| Timothy Hodge                                                                         | 100 m Freistil S9        | 58,85 s                         | 14      | ausgeschieden | ausgeschieden | 14     |
| Timothy Hodge                                                                         | 400 m Freistil S9        | 4:29,53 min                     | 9       | ausgeschieden | ausgeschieden | 9      |
| Timothy Hodge                                                                         | 200 m Lagen SM9          | 2:22,23 min                     | 6       | 2:21,14 min   | 5             | 5      |
| Logan Powell                                                                          | 100 m Rücken S9          | 1:06,37 min                     | 8       | 1:06,13 min   | 8             | 8      |
| Logan Powell                                                                          | 100 m Schmetterling S9   | 1:06,66 min                     | 13      | ausgeschieden | ausgeschieden | 13     |
| Logan Powell                                                                          | 400 m Freistil S9        | 4:28,94 min                     | 8       | 4:27,22 min   | 7             | 7      |
| Michael Anderson                                                                      | 100 m Rücken S10         | 1:01,02 min                     | 4       | 1:01,37 min   | 6             | 6      |
| Michael Anderson                                                                      | 50 m Freistil S10        | 26,31 s                         | 15      | ausgeschieden | ausgeschieden | 15     |
| Michael Anderson                                                                      | 100 m Freistil S10       | 57,45 s                         | 15      | ausgeschieden | ausgeschieden | 15     |
| Jeremy McClure                                                                        | 100 m Rücken S11         | 1:01,79 min                     | 2       | 1:09,11 min   | 5             | 5      |
| Jeremy McClure                                                                        | 50 m Freistil S11        | 29,61 s                         | 14      | ausgeschieden | ausgeschieden | 14     |
| Jeremy McClure                                                                        | 100 m Freistil S11       | 1:06,72 min                     | 12      | ausgeschieden | ausgeschieden | 12     |
| Sean Russo                                                                            | 100 m Rücken S13         | 1:02,19 min                     | 6       | 1:01,43 min   | 5             | 5      |
| Sean Russo                                                                            | 100 m Brust SB13         | 1:14,32 min                     | 8       | 1:13,85 min   | 7             | 7      |
| Sean Russo                                                                            | 100 m Schmetterling S13  | 1:02,18 min                     | 12      | ausgeschieden | ausgeschieden | 12     |
| Sean Russo                                                                            | 50 m Freistil S13        | 26,19 s                         | 15      | ausgeschieden | ausgeschieden | 15     |
| Sean Russo                                                                            | 100 m Freistil S13       | 56,39 s                         | 16      | ausgeschieden | ausgeschieden | 16     |
| Sean Russo                                                                            | 200 m Lagen SM13         | 2:16,37 min                     | 6       | 2:16,29 min   | 6             | 6      |
| Liam Bekric                                                                           | 100 m Rücken S13         | 1:07,47 min                     | 9       | ausgeschieden | ausgeschieden | 9      |
| Liam Bekric                                                                           | 100 m Brust SB13         | 1:09,17 min                     | 4       | 1:08,70 min   | 4             | 4      |
| Liam Bekric                                                                           | 400 m Freistil S13       | 4:43,32 min                     | 12      | ausgeschieden | ausgeschieden | 12     |
| Liam Bekric                                                                           | 200 m Lagen SM13         | 2:24,11 min                     | 14      | ausgeschieden | ausgeschieden | 14     |
| Daniel Fox                                                                            | 100 m Rücken S14         | 1:03,35 min                     | 3       | 1:05,16 min   | 6             | 6      |
| Daniel Fox                                                                            | 200 m Freistil S14       | 1:57,19 min                     | 1       | 1:56,69 min   | 3             | Bronze |
| Daniel Fox                                                                            | 200 m Lagen SM14         | 2:21,55 min                     | 12      | ausgeschieden | ausgeschieden | 12     |
| Joshua Alford                                                                         | 100 m Rücken S14         | 1:06,69 min                     | 8       | 1:07,77 min   | 8             | 8      |
| Joshua Alford                                                                         | 200 m Freistil S14       | 2:01,36 min                     | 9       | ausgeschieden | ausgeschieden | 9      |
| Joshua Alford                                                                         | 200 m Lagen SM14         | 2:22,99 min                     | 16      | ausgeschieden | ausgeschieden | 16     |
| Liam Schluter                                                                         | 100 m Rücken S14         | 1:07,64 min                     | 12      | ausgeschieden | ausgeschieden | 12     |
| Liam Schluter                                                                         | 100 m Brust SB14         | 1:16,56 min                     | 15      | ausgeschieden | ausgeschieden | 15     |
| Liam Schluter                                                                         | 200 m Freistil S14       | 1:58,95 min                     | 4       | 1:39,38 min   | 5             | 5      |
| Liam Schluter                                                                         | 200 m Lagen SM14         | 2:18,59 min                     | 6       | 2:18,85 min   | 7             | 7      |
| Blake Cochrane                                                                        | 100 m Brust SB7          | 1:20,08 min                     | 2       | 1:18,66 min   | 2             | Silber |
| Blake Cochrane                                                                        | 50 m Freistil S8         | 28,19 s                         | 10      | ausgeschieden | ausgeschieden | 10     |
| Blake Cochrane                                                                        | 100 m Freistil S8        | 1:02,12 min                     | 10      | ausgeschieden | ausgeschieden | 10     |
| Blake Cochrane                                                                        | 400 m Freistil S8        | 4:41,06 min                     | 4       | 4:39,79 min   | 7             | 7      |
| Rick Pendleton                                                                        | 100 m Brust SB8          | 1:09,38 min                     | 6       | 1:08,27 min   | 5             | 5      |
| Rick Pendleton                                                                        | 100 m Schmetterling S10  | 1:01,50 min                     | 10      | ausgeschieden | ausgeschieden | 10     |
| Matthew Levy                                                                          | 50 m Schmetterling S7    | 31,35 s                         | 3       | 31,32 s       | 5             | 5      |
| Matthew Levy                                                                          | 50 m Freistil S7         | 28,55 s                         | 1       | 28,68 s       | 4             | 4      |
| Matthew Levy                                                                          | 100 m Freistil S7        | 1:04,90 min                     | 4       | 1:02,28 min   | 4             | 4      |
| Matthew Levy                                                                          | 200 m Lagen SM7          | 2:46,04 min                     | 4       | 2:36,99 min   | 3             | Bronze |
| Braedan Jason                                                                         | 100 m Schmetterling S13  | 59,77 s                         | 7       | 1:00,12 min   | 7             | 7      |
| Braedan Jason                                                                         | 50 m Freistil S13        | 24,75 s                         | 5       | 24,61 s       | 6             | 6      |
| Braedan Jason                                                                         | 100 m Freistil S13       | 53,90 s                         | 8       | 54,04 s       | 7             | 7      |
| Braedan Jason                                                                         | 400 m Freistil S13       | 4:15,59 min                     | 5       | 4:12,95 min   | 5             | 5      |
| Jacob Templeton                                                                       | 100 m Schmetterling S13  | 1:01,04 min                     | 11      | ausgeschieden | ausgeschieden | 11     |
| Jacob Templeton                                                                       | 50 m Freistil S13        | 25,75 s                         | 10      | ausgeschieden | ausgeschieden | 10     |
| Jacob Templeton                                                                       | 100 m Freistil S13       | 55,92 s                         | 13      | ausgeschieden | ausgeschieden | 13     |
| Jacob Templeton                                                                       | 400 m Freistil S13       | 4:19,11 min                     | 7       | 4:15,86 min   | 6             | 6      |
| Jacob Templeton                                                                       | 200 m Lagen SM13         | 2:18,72 min                     | 8       | 2:20,90 min   | 8             | 8      |
| Timothy Disken                                                                        | 50 m Freistil S9         | 26,08 s                         | 2       | 25,99 s       | 2             | Silber |
| Timothy Disken                                                                        | 100 m Freistil S9        | 56,73 s                         | 1       | 56,23 s       | 1             | Gold   |
| Timothy Disken                                                                        | 200 m Lagen SM9          | 2:18,86 min                     | 1       | 2:17,73 min   | 3             | Bronze |
| Guy Harrison-Murray                                                                   | 50 m Freistil S10        | 25,08 s                         | 8       | 24,47 s       | 7             | 7      |
| Guy Harrison-Murray                                                                   | 50 m Freistil S10        | Swim-off gg. D. Levecq gewonnen |         | 24,47 s       | 7             | 7      |
| Guy Harrison-Murray                                                                   | 100 m Freistil S10       | 54,78 s                         | 9       | ausgeschieden | ausgeschieden | 9      |
| Guy Harrison-Murray                                                                   | 400 m Freistil S10       | 4:11,54 min                     | 5       | 4:11,18 min   | 8             | 8      |
| Rowan Crothers                                                                        | 50 m Freistil S10        | 24,49 s                         | 6       | 24,09 s       | 6             | 6      |
| Rowan Crothers                                                                        | 100 m Freistil S10       | 52,98 s                         | 4       | 52,17 s       | 5             | 5      |
| Rowan Crothers                                                                        | 400 m Freistil S10       | 4:13,42 min                     | 8       | 4:10,83 min   | 6             | 6      |
| Blake Cochrane Matthew Levy Rowan Crothers Timothy Disken                             | 4 × 100 m Freistil 34 pt | —                               | —       | 3:51,96 min   | 5             | 5      |
| Matthew Levy Brenden Hall Rick Pendleton Timothy Hodge                                | 4 × 100 m Lagen 34 pt    | —                               | —       | 4:18,08 min   | 4             | 4      |
| Frauen                                                                                |                          |                                 |         |               |               |        |
| Tiffany Thomas Kane                                                                   | 100 m Rücken S6          | 1:31,58 min                     | 3       | DSQ           | DSQ           | 8      |
| Tiffany Thomas Kane                                                                   | 100 m Brust SB6          | 1:35,43 min                     | 1       | 1:35,39 min   | 1             | Gold   |
| Tiffany Thomas Kane                                                                   | 50 m Schmetterling S6    | 37,81 s                         | 3       | 36,81 s       | 3             | Bronze |
| Tiffany Thomas Kane                                                                   | 50 m Freistil S6         | 35,27 s                         | 4       | 34,41 s       | 3             | Bronze |
| Tiffany Thomas Kane                                                                   | 100 m Freistil S6        | 1:17,75 min                     | 5       | 1:17,56 min   | 6             | 6      |
| Tiffany Thomas Kane                                                                   | 200 m Lagen SM6          | 3:10,48 min                     | 4       | 3:09,78 min   | 3             | Bronze |
| Lakeisha Patterson                                                                    | 100 m Rücken S8          | 1:20,32 min                     | 5       | 1:18,27 min   | 4             | 4      |
| Lakeisha Patterson                                                                    | 100 m Schmetterling S8   | 1:19,96 min                     | 8       | 1:18,99 min   | 8             | 8      |
| Lakeisha Patterson                                                                    | 50 m Freistil S8         | 30,97 s                         | 4       | 30,13 s       | 2             | Silber |
| Lakeisha Patterson                                                                    | 100 m Freistil S8        | 1:07,45 min                     | 2       | 1:05,08 min   | 2             | Silber |
| Lakeisha Patterson                                                                    | 400 m Freistil S8        | 4:57,37 min                     | 2       | 4:40,33 min   | 1             | Gold   |
| Lakeisha Patterson                                                                    | 200 m Lagen SM8          | 2:50,16 min                     | 3       | 2:45,22 min   | 3             | Bronze |
| Maddison Elliott                                                                      | 100 m Rücken S8          | 1:20,79 min                     | 6       | 1:17,16 min   | 2             | Silber |
| Maddison Elliott                                                                      | 100 m Schmetterling S8   | 1:16,18 min                     | 4       | 1:13,80 min   | 6             | 6      |
| Maddison Elliott                                                                      | 50 m Freistil S8         | 30,83 s                         | 2       | 29,73 s       | 1             | Gold   |
| Maddison Elliott                                                                      | 100 m Freistil S8        | 1:07,69 min                     | 3       | 1:04,73 min   | 1             | Gold   |
| Maddison Elliott                                                                      | 400 m Freistil S8        | 5:09,85 min                     | 4       | 5:02,13 min   | 4             | 4      |
| Maddison Elliott                                                                      | 200 m Lagen SM8          | 2:52,42 min                     | 4       | 2:49,67 min   | 6             | 6      |
| Ellie Cole                                                                            | 100 m Rücken S9          | 1:11,22 min                     | 1       | 1:09,18 min   | 1             | Gold   |
| Ellie Cole                                                                            | 50 m Freistil S9         | 29,26 s                         | 2       | 29,13 s       | 2             | Silber |
| Ellie Cole                                                                            | 100 m Freistil S9        | 1:03,40 min                     | 3       | 1:02,93 min   | 3             | Bronze |
| Ellie Cole                                                                            | 400 m Freistil S9        | 4:50,19 min                     | 1       | 4:42,58 min   | 2             | Silber |
| Monique Murphy                                                                        | 100 m Rücken S10         | 1:13,62 min                     | 11      | ausgeschieden | ausgeschieden | 11     |
| Monique Murphy                                                                        | 50 m Freistil S10        | 29,81 s                         | 12      | ausgeschieden | ausgeschieden | 12     |
| Monique Murphy                                                                        | 100 m Freistil S10       | 1:04,16 min                     | 10      | ausgeschieden | ausgeschieden | 10     |
| Monique Murphy                                                                        | 400 m Freistil S10       | 4:46,58 min                     | 5       | 4:35,09 min   | 2             | Silber |
| Paige Leonhardt                                                                       | 100 m Rücken S10         | 1:16,11 min                     | 14      | ausgeschieden | ausgeschieden | 14     |
| Paige Leonhardt                                                                       | 100 m Brust SB9          | 1:21,64 min                     | 6       | 1:20,44 min   | 6             | 6      |
| Paige Leonhardt                                                                       | 100 m Schmetterling S10  | 1:11,42 min                     | 6       | 1:10,55 min   | 6             | 6      |
| Paige Leonhardt                                                                       | 50 m Freistil S10        | 30,00 s                         | 13      | ausgeschieden | ausgeschieden | 13     |
| Paige Leonhardt                                                                       | 100 m Freistil S10       | 1:07,24 min                     | 16      | ausgeschieden | ausgeschieden | 16     |
| Paige Leonhardt                                                                       | 200 m Lagen SM10         | 2:39,57 min                     | 9       | ausgeschieden | ausgeschieden | 9      |
| Katja Dedekind                                                                        | 100 m Rücken S13         | 1:14,61 min                     | 4       | 1:12,25 min   | 3             | Bronze |
| Katja Dedekind                                                                        | 50 m Freistil S13        | 28,97 s                         | 11      | ausgeschieden | ausgeschieden | 11     |
| Katja Dedekind                                                                        | 100 m Freistil S13       | 1:04,59 min                     | 14      | ausgeschieden | ausgeschieden | 14     |
| Katja Dedekind                                                                        | 400 m Freistil S13       | 4:52,23 min                     | 6       | 4:50,43 min   | 7             | 7      |
| Jenna Jones                                                                           | 100 m Rücken S13         | 1:15,62 min                     | 7       | 1:15,14 min   | 7             | 7      |
| Jenna Jones                                                                           | 100 m Brust SB13         | 1:22,25 min                     | 10      | ausgeschieden | ausgeschieden | 10     |
| Jenna Jones                                                                           | 50 m Freistil S13        | 28,57 s                         | 4       | 28,77 s       | 7             | 7      |
| Jenna Jones                                                                           | 100 m Freistil S13       | 1:02,75 min                     | 9       | ausgeschieden | ausgeschieden | 9      |
| Jenna Jones                                                                           | 200 m Lagen SM13         | 2:41,55 min                     | 12      | ausgeschieden | ausgeschieden | 12     |
| Rachael Watson                                                                        | 50 m Brust SB3           | 1:08,19 min                     | 9       | ausgeschieden | ausgeschieden | 9      |
| Rachael Watson                                                                        | 50 m Freistil S4         | 40,69 s                         | 2       | 40,13 s       | 1             | Gold   |
| Rachael Watson                                                                        | 150 m Lagen SM4          | 3:38,66 min                     | 12      | ausgeschieden | ausgeschieden | 12     |
| Tanya Huebner                                                                         | 100 m Brust SB6          | 1:42,66 min                     | 4       | 1:40,54 min   | 5             | 5      |
| Tanya Huebner                                                                         | 50 m Schmetterling S6    | 42,80 s                         | 9       | ausgeschieden | ausgeschieden | 9      |
| Kate Wilson                                                                           | 100 m Brust SB6          | 1:49,21 min                     | 8       | 1:46,87 min   | 8             | 8      |
| Kate Wilson                                                                           | 50 m Freistil S6         | 39,81 s                         | 18      | ausgeschieden | ausgeschieden | 18     |
| Kate Wilson                                                                           | 100 m Freistil S6        | 1:27,02 min                     | 14      | ausgeschieden | ausgeschieden | 14     |
| Kate Wilson                                                                           | 200 m Lagen SM6          | 3:29,20 min                     | 12      | ausgeschieden | ausgeschieden | 12     |
| Madeleine Scott                                                                       | 100 m Brust SB9          | 1:19,51 min                     | 3       | 1:17,93 min   | 4             | 4      |
| Madeleine Scott                                                                       | 100 m Schmetterling S9   | 1:10,96 min                     | 7       | 1:10,56 min   | 6             | 6      |
| Madeleine Scott                                                                       | 200 m Lagen SM9          | 2:38,04 min                     | 4       | 2:37,65 min   | 6             | 6      |
| Prue Watt                                                                             | 100 m Brust SB13         | 1:20,44 min                     | 5       | 1:18,16 min   | 6             | 6      |
| Prue Watt                                                                             | 100 m Schmetterling S13  | 1:09,80 min                     | 9       | ausgeschieden | ausgeschieden | 9      |
| Prue Watt                                                                             | 50 m Freistil S13        | 28,95 s                         | 10      | ausgeschieden | ausgeschieden | 10     |
| Prue Watt                                                                             | 100 m Freistil S13       | 1:04,29 min                     | 13      | ausgeschieden | ausgeschieden | 13     |
| Prue Watt                                                                             | 200 m Lagen SM13         | 2:40,48 min                     | 8       | 2:39,06 min   | 8             | 8      |
| Emily Beecroft                                                                        | 100 m Schmetterling S9   | 1:10,97 min                     | 8       | 1:10,85 min   | 7             | 7      |
| Emily Beecroft                                                                        | 50 m Freistil S9         | 29,61 s                         | 5       | 29,33 s       | 4             | 4      |
| Emily Beecroft                                                                        | 100 m Freistil S9        | 1:04,90 min                     | 7       | 1:05,19 min   | 6             | 6      |
| Emily Beecroft                                                                        | 200 m Lagen SM9          | 2:45,91 min                     | 15      | ausgeschieden | ausgeschieden | 15     |
| Ashleigh McConnell                                                                    | 50 m Freistil S9         | 29,61 s                         | 5       | 29,63 s       | 7             | 7      |
| Ashleigh McConnell                                                                    | 100 m Freistil S9        | 1:04,78 min                     | 6       | 1:05,19 min   | 6             | 6      |
| Ashleigh McConnell                                                                    | 400 m Freistil S9        | 5:16,28 min                     | 15      | ausgeschieden | ausgeschieden | 15     |
| Ellie Cole Maddison Elliott Ashleigh McConnell Lakeisha Patterson                     | 4 × 100 m Freistil 34 pt | —                               | —       | 4:16,65 min   | 1             | Gold   |
| Ellie Cole Madeleine Scott Maddison Elliott Lakeisha Patterson                        | 4 × 100 m Lagen 34 pt    | —                               | —       | 4:45,85 min   | 2             | Silber |
| Mixed                                                                                 |                          |                                 |         |               |               |        |
| Matthew Haanappel Ahmed Kelly Tiffany Thomas Kane Rachael Watson Vorlauf: Kate Wilson | 4 × 50 m Freistil 20 pt  | 2:46,43 min                     | 6       | 2:39,92 min   | 6             | 6      |

### Triathlon
| Athleten      | Klasse | Zeit      | Rang |
| ------------- | ------ | --------- | ---- |
| Männer        |        |           |      |
| Bill Chaffey  | PT1    | 1:03:01 h | 4    |
| Nic Beveridge | PT1    | 1:10:35 h | 9    |
| Brant Garvey  | PT2    | 1:19:21 h | 10   |
| Frauen        |        |           |      |
| Kate Doughty  | PT4    | 1:15:50 h | 5    |
| Claire McLean | PT4    | 1:19:46 h | 9    |
| Katie Kelly   | PT5    | 1:12:18 h | Gold |

### Tischtennis
| Athleten                        | Wettbewerb       | Gruppenphase       | Gruppenphase | Achtelfinale  | Achtelfinale  | Viertelfinale | Viertelfinale | Halbfinale          | Halbfinale    | Finale        | Finale        | Rang |
| Athleten                        | Wettbewerb       | Gegner             | Erg.         | Gegner        | Erg.          | Gegner        | Erg.          | Gegner              | Erg.          | Gegner        | Erg.          | Rang |
| ------------------------------- | ---------------- | ------------------ | ------------ | ------------- | ------------- | ------------- | ------------- | ------------------- | ------------- | ------------- | ------------- | ---- |
| Männer                          |                  |                    |              |               |               |               |               |                     |               |               |               |      |
| Barak Mizrachi                  | Einzel C8        | Ye C.              | 0:3          | ausgeschieden | ausgeschieden | ausgeschieden | ausgeschieden | ausgeschieden       | ausgeschieden | ausgeschieden | ausgeschieden | 13   |
| Barak Mizrachi                  | Einzel C8        | P. Grudzien        | 0:3          | ausgeschieden | ausgeschieden | ausgeschieden | ausgeschieden | ausgeschieden       | ausgeschieden | ausgeschieden | ausgeschieden | 13   |
| Samuel von Einem                | Einzel C11       | L. Creange         | 3:1          | —             | —             | Son B.        | 3:2           | Kim Gi-tae          | 3:2           | F. van Acker  | 2:3           |      |
| Frauen                          |                  |                    |              |               |               |               |               |                     |               |               |               |      |
| Daniela Di Toro                 | Einzel C4        | N. Matic           | 0:3          | —             | —             | ausgeschieden | ausgeschieden | ausgeschieden       | ausgeschieden | ausgeschieden | ausgeschieden | 9    |
| Daniela Di Toro                 | Einzel C4        | S. Mikolaschek     | 0:3          | —             | —             | ausgeschieden | ausgeschieden | ausgeschieden       | ausgeschieden | ausgeschieden | ausgeschieden | 9    |
| Andrea McDonnell                | Einzel C10       | B. Costa Alexandre | 0:3          | —             | —             | —             | —             | ausgeschieden       | ausgeschieden | ausgeschieden | ausgeschieden | 5    |
| Andrea McDonnell                | Einzel C10       | M. Lucic           | 1:3          | —             | —             | —             | —             | ausgeschieden       | ausgeschieden | ausgeschieden | ausgeschieden | 5    |
| Andrea McDonnell                | Einzel C10       | Yang Qian          | 0:3          | —             | —             | —             | —             | ausgeschieden       | ausgeschieden | ausgeschieden | ausgeschieden | 5    |
| Melissa Tapper                  | Einzel C10       | U. Ertis           | 3:1          | —             | —             | —             | —             | ausgeschieden       | ausgeschieden | ausgeschieden | ausgeschieden | 5    |
| Melissa Tapper                  | Einzel C10       | N. Partyka         | 0:3          | —             | —             | —             | —             | ausgeschieden       | ausgeschieden | ausgeschieden | ausgeschieden | 5    |
| Melissa Tapper                  | Einzel C10       | S. Walloe          | 2:3          | —             | —             | —             | —             | ausgeschieden       | ausgeschieden | ausgeschieden | ausgeschieden | 5    |
| Melissa Tapper Andrea McDonnell | Mannschaft C6-10 | —                  | —            | —             | —             | Türkei        | 2:0           | Volksrepublik China | 0:2           | Brasilien     | 0:2           | 4    |